# イ・ヘリ (1985年生まれ)
イ・ヘリ（李海利、1985年2月14日-  )は大韓民国の歌手であり、俳優。 音楽デュオダビチのリーダー、メインボーカルを務めている。

## 学歴
- ソウル蚕室小学校（卒業）
- チャムシル中学校（卒業）
- チャムシル女子高校（卒業）
- 秋季芸術大学 ピアノ科→慶熙大学 ポストモダン音楽学科（除籍）

## 活動
1985年2月14日ソウルで生まれた。 2008年初めにダビチの正規1集アルバム《Amaranth》でデビュー、'憎いも愛するから, ''悲しい誓い  「」などを相次いでヒットさせ、新人として大衆の注目を集めた。 同年夏のリパッケージアルバム「Vivid Summer Edition」を発表し、収録曲「恋愛と戦争」が爆発的な人気を集め、デビュー初年にトップクラスの歌手になった。 翌年、ミニアルバム「Davichi In Wonderland」を披露し、収録曲「8282」、「2009年12月12日」がデビューして1年がたった2009年 ダビチに最高の一年をプレゼントしました。 このアルバムでダビチは2009年ハイウォンソウル歌謡大賞本賞を受賞した。 その年の秋のドラマ「お嬢様を頼んで」のO.S.Tである'Hot Stuff'を披露し、ドラマの人気に力を入れてこの曲も多くの愛を受けた。 翌年の2010年、EPアルバム『Innocence』」を発表した。  2010年夏作曲家チョ・ヨンスと一緒に'私はあなたに'を発表, この曲で放送活動を全くしなかったにもかかわらず各種順位の上位圏にランクされる気炎 を吐いた。 秋に歌手シン・スンフンの20周年アルバム収録曲'二度別れること'参加した。2008年のダビチ活動とは別に作曲家チョ・ヨンスのアルバム収録曲「千の懐かしさ」に参加し、ドラマ《エデンの東  》 OST '紅頭1'を披露した。

### 2011年
2011年1月、作曲家チームE-TRIBEと一緒に'その時私は生きるの'を発表した。 その年2月JYJのキム・ジュンスとともに話題になったミュージカル『天国の涙-Tears of Heaven』で「リン」役を演じて熱演した。  5月中旬「ダビチ」としてのカムバックが予定されていたが、同じ所属事務所のファイブドルス、ティアラなどの歌手たちによってカムバックが遅れたという話がある）  。  9月のダビチの3枚目のミニアルバム《Love Delight》を披露してカムバックした。 タイトル曲である'こんにちはと言わないで'が着実な人気を集めながら自然に大衆の関心を受けた。  10月、自身が作詞・作曲した、ドラマ「ポセイドン」のサウンドトラック「愛する人」を発表することで、シンガーソングライター「イ・ハリ」  'としての第一歩を踏み出した。  ダビッチが11月のようなアルバム収録曲 '愛愛あ'での活動を最後にメンバーたちが各自活動に入って自然に自分が望んでいたミュージカル活動を準備するようになった。 彼女の2番目のミュージカル出演作である「モーツァルトオペラロック」も盛況裏に公演を終えた。

### 2012年
2012年2月電解性作曲家の'考える日'デジタルシングル曲として活動する。  4月のような所属事務所の歌手である先輩玉ねぎとデジタルシングル '愛はみなそうです'」を発表する。 伝説を歌うでパク・ジニョンの'あなたの後ろから'を熱唱し、もう一度'イ・ヘリパワーを立証した。  7月、デジタルシングル曲「男子もウナヨ」を発表、各種音源サイトのオールキルをするなどダビッチの音源パワーを誇示した。  8月に所属事務所「コアコンテンツメディア」と契約が終わり、所属事務所の移籍葛藤があったが、結局は「コアコンテンツメディア」と再契約を行った。  12月には同じ所属事務所後輩グループザ・シーヤとデジタルシングル曲「毒薬'）で活動する。

### 2013年
2013年3月KBS2 ドラマ《アイリス2》 ost '知らない'を発表する。 そして3月正規1集発表後5年ぶりにダビチ正規2集アルバム『MYSTIC BALLAD』を発表する。先行公開曲である'カメ'は公開直後に大きな愛を受けて2集アルバムを期待させた。

### 2014年
2014年6月5日「Againダンス曲を発表」
2014年6月19日ミニアルバム6.7集発表。
2014年7月4日動かないで発表。
2014年7月30日「大丈夫、愛です。OST Part 2を発表」

### 2015年
2015年1月21日「DAVICHI HUG」発表
2015年3月18日 二愛発表
2015年11月4日のこの瞬間発表。
2015年12月16日「D-MAKE」発表。

### 2016年
2016年3月3日「太陽の末裔OST Part 3 - この愛」
2016年9月6日  '月の恋人 - ボボ警戒心 OST Part 4'
2016年10月13日「50×HALF」

## 活動
- 2008年8月27日ドラマ《エデンの東》 O.S.T Crazy Woman
- 2009年7月27日ティアラ 《嘘》
- 2009年9月15日ティアラ、超新星 《TTL（Time To Love）》 愛）「」」 - フィーチャリングに参加
- 2009年10月9日ティアラ、超新星 《TTL Listen 2》」  - フィーチャリング参加
- 2011年1月27日デジタルシングル「その時私は買うよ」
- 2011年3月8日ミュージカル「天国の涙 - Tears of Heaven」 OST 'Can you hear me?'
- 2011年10月18日ドラマ《ポセイドン》 OST　'愛する人ああ'(自作曲)
- 2012年4月5日プロジェクトアルバム「Together」（With 玉ねぎ、HANNA）　」
- 2012年10月16日ワンダーボーイズ
- 2012年12月6日　ザシーヤ 《LOVE U》　'毒薬' - フィーチャーリング参加
- 2013年2月14日キム・ジンホ 《今日》
- 2013年9月6日プロジェクトアルバム「愛していたら」
- 2014年6月18日プロジェクトアルバム「Acoustic Project #1。 クラウド」（With シン・ヨンジェ））
- 2015年7月6日プロジェクトアルバム「EASTIST」(Withハイブロー)　'心'

## 出演
- 2011年 不朽の名曲 9回 7月30日夏休み特集 2弾 - 女性ボーカリスト特集
- 2011年 不朽の名曲16回9月17日7080ビッグマッチ特集1部「優勝」
- 2011年 不朽の名曲26回11月26日
- 2011年 不朽の名曲27回12月3日
- 2011年 不朽の名曲28回12月10日 7080
- 2011年 不朽の名曲29回12月17日 [チョンフンヒ - 無人島]
- 2011年 不朽の名曲31回 12月31日 スーパービッグマッチ - 不運の名曲1弾
- 2012年 不朽の名曲33回1月14日伝説とのデュエット
- 2012年 不朽の名曲34回 1月21日 [テジンア-愛のツイスト]
- 2012年 不朽の名曲51回5月19日
- 2012年 不朽の名曲53回6月2日 [消防車-白い風]優勝
- 2012年 不朽の名曲 81回 12月29日 トロトビック4特集 [イ・ハリ - 本当に]
- 2013年 不朽の名曲94回3月30日<今は女性時代特集>
- 2013年 不朽の名曲126回11月9日 [キム・グクファン - タタタ]
- 2013年 不朽の名曲127回11月16日秋男子秋南特集 [イ・ヘリ＆キム・ドンヒョン-回想]
- 2013年 不朽の名曲128回11月23日
- 2013年 不朽の名曲129回11月30日 [パク・サンミン - ひまわり]優勝
- 2013年 不朽の名曲 130回 12月7日 番安歌謡特集 [イ・ハリ - 情熱の花]
- 2014年 不朽の名曲 153回 6月21日 3周年特集 [イ・ハリ-見えない愛]
- 2014年 不朽の名曲 163回 8月30日 ミリオンセラー特集 [ダビチ-ご存知ですか]
- 2015年 不朽の名曲186回2月14日 [故イ・ヨンフン - 別れ物語]
- 2015年 不朽の名曲202回6月6日
- 2015年 不朽の名曲 205回 6月27日 7人の歌姫特集
- 2016年 不朽の名曲235回1月23日故キム・グァンソク20周年
- 2016年 不朽の名曲256回6月28日、
- 2016年 不朽の名曲272回10月8日
- 2016年 不朽の名曲330回11月18日ユン・イルサン
- 2017年 不朽の名曲353回5月5日
- 2017年  MBC ミステリー音楽ショー 覆面歌王 - 第51,52代歌王
- 2019年 JTBC 知り合い - ゲスト
- 2020年 テレビ朝鮮 申請曲を歌います - 愛のコールセンター - 女神6
- 2020年～ JTBC シンガーゲイン • シンガーゲイン2 - 審査委員

## ミュージカル
- 2011年《天国の涙》 リン役
- 2012年《モーツァルト、オペラロック》コンスタンツェ役
- 2014年《英雄》ソルヒ役